# Vladimir Aleksandrovich Kryuchkov
Vladimir Alexandrovich Kryuchkov (tiếng Nga: Влади́мир Алекса́ндрович Крючко́в; 29 tháng 3 năm 1924 – 23 tháng 11 năm 2007), từng giữ chức Chủ tịch Ủy ban An ninh Quốc gia Liên Xô (KGB) (1988-1991), Ủy viên Bộ Chính trị Ủy ban Trung ương Đảng Cộng sản Liên Xô. Ông cũng là một luật sư và nhà ngoại giao.
Ban đầu làm việc trong hệ thống tư pháp Liên Xô với tư cách là trợ lý của kiểm soát viên, Kryuchkov sau đó tốt nghiệp Học viện Ngoại giao của Bộ Ngoại giao Liên Xô và trở thành một nhà ngoại giao. Trong những năm phục vụ ở nước ngoài, ông đã gặp Yuri Andropov, người trở thành người hỗ trợ chính của ông. Từ năm 1974 đến năm 1988, Kryuchkov đứng đầu chi nhánh tình báo nước ngoài của KGB, Tổng cục trưởng đầu tiên (PGU). Trong những năm này, Tổng cục đã tham gia tài trợ và hỗ trợ các phong trào cộng sản, xã hội chủ nghĩa và chống thực dân trên khắp thế giới, một số trong đó lên nắm quyền ở nước họ và thành lập chính phủ thân Liên Xô; Ngoài ra, dưới sự lãnh đạo của Kryuchkov, Tổng cục đã có những chiến thắng lớn trong việc thâm nhập vào các cơ quan tình báo phương Tây, có được trí thông minh khoa học kỹ thuật có giá trị và hoàn thiện các kỹ thuật về thông tin sai lệch và các biện pháp tích cực. Tuy nhiên, đồng thời, trong nhiệm kỳ của Kryuchkov, Tổng cục trở nên khó chịu với những người đào thoát, có trách nhiệm lớn trong việc khuyến khích chính phủ Liên Xô xâm chiếm Afghanistan và khả năng ảnh hưởng của các đảng cộng sản Tây Âu đã giảm hơn nữa.
Từ năm 1988 đến năm 1991, Kryuchkov giữ chức Chủ tịch thứ 7 của KGB. Ông là người lãnh đạo cuộc đảo chính tháng Tám bị hủy bỏ và ủy ban điều hành của nó.